# Tastatore
Il tastatore è uno dei componenti che formano il rugosimetro, strumento per la misura e la valutazione delle microirregolarità di una superficie.
È costituito essenzialmente da due parti: lo stilo e il pattino o avancorpo. Lo stilo è la parte più importante e delicata poiché è quella che rileva il profilo a contatto con il pezzo. È costituito da un supporto fulcrato, che sorregge la punta di diamante, il cui peso è calibrato secondo la normativa.
Il pattino, la cui forma può dipendere dal tipo di misura che si deve fare, ha lo scopo di guidare lo stilo sul pezzo facendogli seguire le irregolarità grossolane, eliminando in tal modo parte dell'ondulazione.

Questi due elementi, non potendo essere ideali ed adatti a tutte le situazioni, introducono una piccola percentuale di errore sui risultati della misura. Questi errori non possono essere eliminati e sono presenti in qualunque rugosimetro di questo tipo per cui, nel confrontare i risultati, occorre tenerne conto per comprendere il perché di eventuali scostamenti. In particolare, il diamante montato sullo stilo è normalmente conico con angolo di 60° o di 90° e la punta è raggiata, in genere, a meno di 10 micron (tipicamente  5 micron).
L'ampiezza finita del diamante determina in tre modi l'accuratezza con cui il profilo può essere rilevato:
- Penetrazione nelle valli. L'angolo e il raggio, in funzione del loro valore, comportano una penetrazione più o meno accentuata nelle valli del profilo. Diamanti con angolo e raggio grande hanno una bassa penetrazione e danno risultati inferiori a quelli con angolo e raggio minore.

- Distorsione della forma dei picchi. Quando un diamante raggiato passa su un picco appuntito, il punto di contatto si muove a cavallo della raggiatura generando un profilo rilevato con un picco più arrotondato di quello reale. Questo fatto provoca un'alterazione del valore del parametro Ra e va tenuto presente in caso di misura di rugosità molto bassa.

- Le rientranze non possono essere rilevate. Quando lo stilo trova una rientranza, perde il contatto con il profilo ed altera la forma di quello rilevato. Superfici con rientranze sono presenti, per esempio, nei materiali sinterizzati e in quelli porosi.

Il pattino, in base alla sua forma e con certe superfici, può produrre un errore nel rilevamento perché introduce un'alterazione del profilo causata dal passaggio sfasato, rispetto allo stilo, sulle asperità.